# Cherry Lips
«Cherry Lips (Go Baby Go!)» o simplemente conocido como «Cherry Lips» es el segundo sencillo del disco de Garbage, beautifulgarbage, y fue lanzado comercialmente en enero de 2002. El lanzamiento estuvo acompañado de varios remixes y dos caras B, "Use Me" y "Enough Is Never Enough", pero así como "Androgyny" fue un éxito solamente en mercados menores.
El sencillo llegó al número 7 en Australia, dónde llegó a recibir el galardón de "Disco de Oro". Otras posiciones en ventas fueron Hong Kong (8), Italia (10), Nueva Zelanda (14) y México (1). En el Reino Unido llegó al puesto 22 y se mantuvo dentro del Top 40 durante tres semanas. Una parte de los ingresos de las ventas de este sencillo fueron donadas a la Cruz Roja Internacional.

## Video musical
El video musical de "Cherry lips" fue dirigido por Joseph Kahn.

## Posicionamiento
| Año  | Sencillo      | Lista                     | Posición                     |
| ---- | ------------- | ------------------------- | ---------------------------- |
| 2002 | «Cherry Lips» | UK Singles Chart          | 22                           |
| 2002 | «Cherry Lips» | Australian Singles Chart  | 7 y 53 (Lista de Fin de Año) |
| 2002 | «Cherry Lips» | New Zealand Singles Chart | 14                           |
| 2002 | «Cherry Lips» | Italian Singles Chart     | 8                            |

- Datos: Q2288492